# جاسيك كووالتشيك
جاسيك كووالتشيك (بالبولندية: Jacek Kowalczyk)‏ (12 أغسطس 1981 بكاتوفيتسه في بولندا - ) هو لاعب كرة قدم بولندي في مركز الدفاع. شارك مع منتخب بولندا لكرة القدم. أما مع النوادي، فقد لعب مع بولونيا وارسو وفيسوا كراكوف وOdra Wodzisław Śląski ‏ وGKS Katowice ‏.

## مسيرته الكروية
لعب جاسيك كووالتشيك خلال مسيرته الاحترافية مع 4 أندية في ستة عشر موسمًا وسجل خلالها 9 أهداف ضمن 258 مباراة. ولم يفز بأي موسم بالكأس وفاز في موسمين بالدوري.
خاض جاسيك كووالتشيك مسيرته مع GKS Katowice ‏ في موسم 1999–00 في المرة الأولى ليلعب معه خمسة مواسم ثم في موسم 2010–11 واستمر معه طيلة ثلاثة مواسم، مشاركًا طوالها في 148 مباراة سجل خلالها 6 أهداف. ثم انتقل إلى نادي فيسوا كراكوف في موسم 2003–04 واستمر معه طيلة ثلاثة مواسم، حيث شارك في 9 مباريات ولم يسجل أي هدف. لينتقل بعدها إلى نادي بولونيا وارسو في موسم 2005–06 لمدة موسم واحد، مشاركًا في 7 مباريات سجل خلالها هدفًا واحدًا. ثم انتقل إلى Odra Wodzisław Śląski ‏ في موسم 2006–07 ليلعب معه أربعة مواسم، مشاركًا في 94 مباراة سجل خلالها هدفين.

## وصلات خارجية
- جاسيك كووالتشيك على موقع قاعدة بيانات كرة القدم.إي يو (الإنجليزية)
- جاسيك كووالتشيك على موقع ناشيونال فوتبول تيمز (الإنجليزية)
- جاسيك كووالتشيك على موقع Soccerway.com (الإنجليزية)
- جاسيك كووالتشيك على موقع عالم كرة القدم.نت (الإنجليزية)